# Celso Duarte
Celso Duarte (Villarrica, 2 de junio de 1974) es un músico paraguayo-mexicano que se desempeña como intérprete de arpa paraguaya y arpa jarocha mexicana, y como cantante. 
Duarte ha trabajado con Lila Downs desde 1998 y ha colaborado con artistas como Plácido Domingo, Mariza, Julieta Venegas y Susana Baca. Junto a su banda se ha presentado en el Carnegie Hall y en 2006 lanzó su primer álbum como solista llamado "De sur a sur/ From South to South". A pesar de su juventud tiene una larga y reconocida carrera en Estados Unidos, Europa y México.

## Primeros pasos
Nacido en una familia de músicos, Duarte es hijo de Celso Duarte González, uno de los intérpretes más virtuosos del arpa paraguaya y de María Elena, cantante y pianista mexicana. Fue criado en México y empezó a tocar música a los 6 años. A los 10 años empezó a ser parte de las giras del conjunto musical de su familia "Los Duarte" yendo a Japón y Estados Unidos. Estudió violín y música clásica en la Universidad Nacional Autónoma de México.

## Trayectoria
En 1998 conoció a la mexicana Lila Downs en el Festival de Oaxaca, México. Desde ahí se desempeña como instrumentista del arpa paraguaya, arpa jarocha mexicana y violinista en su banda. Duarte creó el tema "Una Sangre"  título del álbum de la banda y ganador de un Premio Grammy en el 2005. Ha acompañado otros artistas como Plácido Domingo, Olivia Molina, Ramón Vargas, Wynton Marsalis, Mariza y Susana Baca. Además de haber colaborado junto a Julieta Venegas en la banda sonora de la película María, llena eres de gracia. Como solista, además de haber interpretado música folclórica del Paraguay ha creado un estilo nuevo que consiste en mezclar jazz con otros estilos como la música brasileña y la afro-peruana. 
Duarte se ha presentado junto a su banda "El Cuarteto de Celso Duarte" en los escenarios principales de Estados Unidos como el Carnegie Hall de Nueva York, Joe´s Pub de Nueva York, Kennedy Center de Washington D. C., Getty Center de Los Ángeles y el "Capitol Theater" en Olympia, Washington.  Duarte también se dedica a la investigación de géneros folclóricos que se hallan en peligro de extinción. Acerca de su ejecución del arpa, Duarte acotó: "Mi arpa para mí es un instrumento mágico. Puedo sentir la resonancia en mi pecho, en mis brazos, en mi cuerpo"

## Críticas
Duarte es considerado como una de las figuras más importantes de la música mundial. Ha recibido las siguientes críticas: 
- En junio de 2004, con respecto a un concierto con Lila Downs en el London´s Royal Festival Hall, el Evening Standard notó que el show se centró en "los apasionados violín y arpa de Celso Duarte". Luego del mencionado evento, The Guardian de Londres escribió, "Las mejores canciones, cuanto lejos, fueron las de México, en donde ella dispensó con el teclado y concentró en vez en su virtuoso arpista y violinista, Celso Duarte."[10]
- Al anunciar su aparición en Nueva York como parte del "Celebrate Mexico Now Festival" ("Celebra a México ahora")de 2007, el Joe´s Pub se refirió a Duarte como "carismático, talentoso y profundo"[6]
- Luego de una actuación en el 2007 en Washington D. C., el "Washington Post" escribió que el "virtuoso del arpa paraguaya" había "cautivado" a la audiencia del "Kennedy Center.[7]
- Cuando hizo su aparición en Los Ángeles en 2007, La Opinión lo describió como "un arpista extraordinario"
- En mayo de 2010, el Carnegie Hall anunció a Duarte de la siguiente manera: "Celso Duarte es el heredero de un rico patrimonio musical sudamericano y mexicano...el Sr. Duarte interpreta canciones del movimiento jaranero y crea versiones originales del folclore musical sudamericano, a menudo integrando ritmos y tradiciones del jazz y de la música mundial."[5]

## Discografía

### Álbumes de estudio
- De Sur a Sur/ From South to South (2007)

### Álbumes en vivo
- Mika Agematsu, "Salud!",  (2003)
- Lila Downs y la Misteriosa, "Lila Downs y la Misteriosa en París": Live à FIP, (2010)

### Colaboraciones

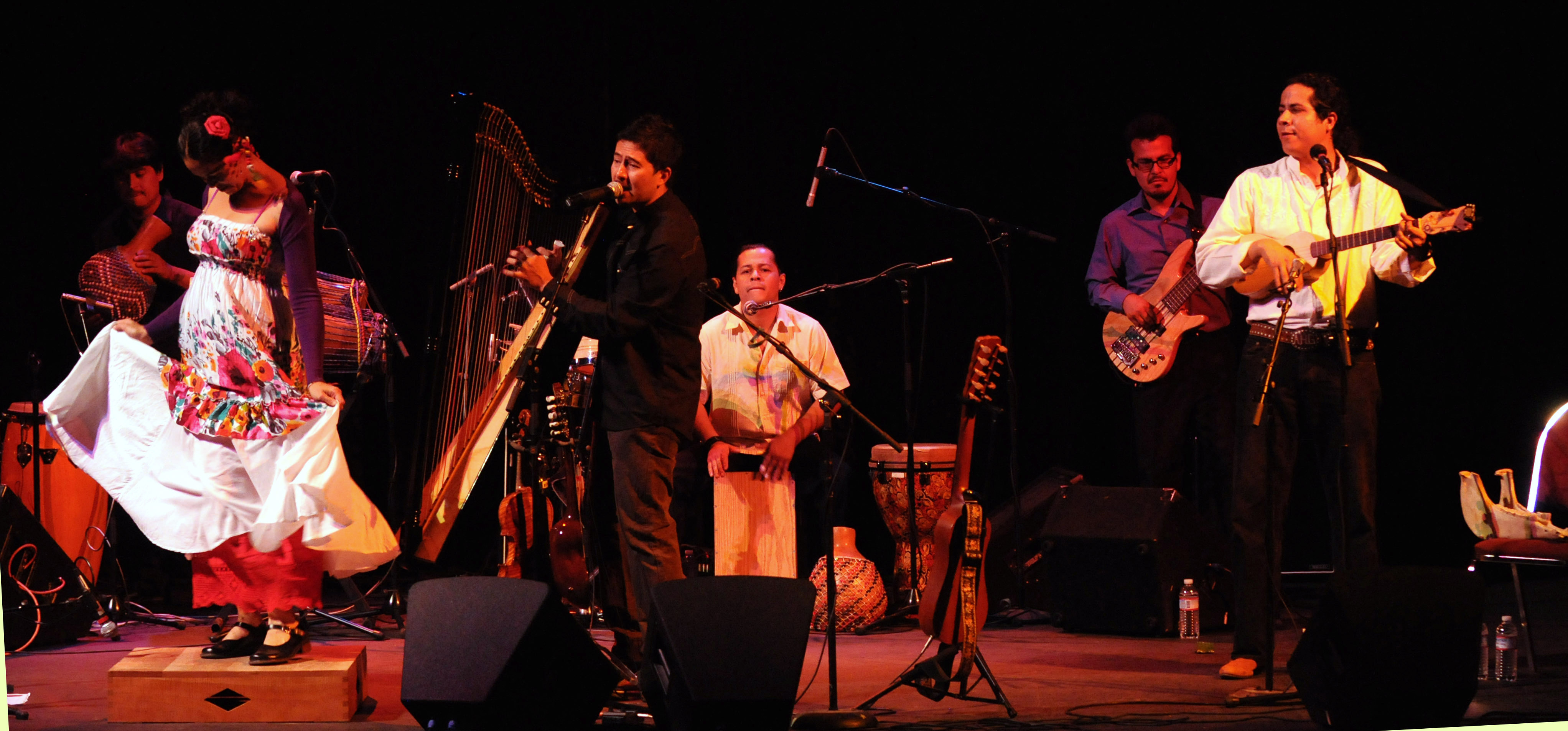
Celso Duarte Sextet

- Alfredo Montane, "Cantores de América" (1997)
- Olivia Molina, "Las Posadas" (1997)
- Lila Downs, "Trazos" (1998)
- Lila Downs, "La Sandunga" (1999)
- Lila Downs, "Árbol de la Vida/ Tree of Life" (2000)
- Lila Downs, "La Línea/ Border" (2001)
- Lila Downs, "Una Sangre/ One Blood" (2004)
- Mika Agematsu, "Pasión" (2005)
- Celso Duarte González, "Lamento Indio" (2005)
- Lila Downs, "La Cantina" (2006)
- Charanga Cakewalk, "Chicano Zen" (2006)
- Lila Downs, "El Alma de Lila Downs" (2007)
- Malena Duarte, "Enigma" (2007)
- Lila Downs, "Ojo De Culebra/ Shake Away" (2008)
- Sofia Koutsovitis, "Sube Azul" (2009)
- Celso Piña, "Sin fecha de Caducidad" (2009)
- Kepa Junkera, "Kalea" (2009)
- The Chieftains & Ry Cooder, "San Patricio" (2010)
- Lila Downs, "Pecados y Milagros" (2011)
- Susana Baca, "Afrodiaspora" (2011)
- Geo Meneses, "Alma de México" (2011)

### Colaboraciones en bandas sonoras
- "Real Women have curves" de Patricia Cardoso, junto con Lila Downs (2002)
- "Un día de Suerte" de Guillermo Ríos (2002)
- "The Maldonado Miracle" de Salma Hayek, junto con Lila Downs (2003)
- "María llena eres de Gracia" de Joshua Marston, junto con Julieta Venegas (2004)
- "Fados" de Carlos Saura, junto con Lila Downs (2007)
- "Arráncame la Vida" de Roberto Sneider (2008)
- "Mariachi Gringo" de Tom Gustafson, junto con Lila Downs (2011)

### Producción musical
- Soneros del Tesechoacán, "Soneros" (2005)

### DVD
- Mika Agamatsu, "Salud!" Vivo en Tokio (2004)
- Lila Downs, "Lotería Cantada" (2006)
- Carlos Saura, "Fados" (2009)